# I'm Stepping Out
«I'm Stepping Out» es una canción compuesta por el músico británico John Lennon y publicada como último sencillo del álbum de 1984 Milk and Honey el 19 de marzo de 1984 en Estados Unidos y el 15 de julio de 1984 en el Reino Unido.
En ella, Lennon describe la vida nocturna de la ciudad de Nueva York y hace referencias irónicas a su periodo hogareño entre 1975 y 1980, momento en el que se mantuvo alejado de la industria musical con el fin de ver crecer a su hijo Sean Lennon.
El tema "Slepless Night", de Yōko Ono, figura como cara B del sencillo.
Fue la última canción de Lennon en ingresar a listados de Billboard Hot 100 al alcanzar el discreto N.º 55. En el Reino Unido, el tema fue aún más intrascendente (N.º 88).
- Datos: Q2703176